# فرانك كيو. دوبز
فرانك كيو. دوبز (بالإنجليزية: Frank Q. Dobbs)‏ هو كاتب سيناريو ومخرج أمريكي، ولد في 29 يوليو 1939 في هيوستن في الولايات المتحدة، وتوفي في 15 فبراير 2006.

## وصلات خارجية
- فرانك كيو. دوبز على موقع IMDb (الإنجليزية)
- فرانك كيو. دوبز على موقع ألو سيني (الفرنسية)
- فرانك كيو. دوبز على موقع أول موفي (الإنجليزية)
- فرانك كيو. دوبز على موقع قاعدة بيانات الأفلام السويدية (السويدية)
- فرانك كيو. دوبز على موقع قاعدة بيانات الفيلم (الإنجليزية)
- فرانك كيو. دوبز على موقع كينوبويسك (الروسية)